# Stavreviken
Stavreviken är en småort (före 2023 tätort) i Timrå kommun, Medelpad, vid Indalsälvens nedre lopp. 
Genom Stavreviken rinner Ljustorpsån, för att mynna i Indalsälven i Stavrevikskurvan.

## Historia
Byn är uppvuxen kring järnvägsstationen som öppnades 1924. Samtidigt övertogs poststationen från Fjäl. Ortnamnet Stavreviken är en yngre sammansättning, bildad efter byn Stavre.

### Befolkningsutveckling
| Befolkningsutvecklingen i Stavreviken 1960–2020                   | Befolkningsutvecklingen i Stavreviken 1960–2020 | Befolkningsutvecklingen i Stavreviken 1960–2020 | Befolkningsutvecklingen i Stavreviken 1960–2020 | Befolkningsutvecklingen i Stavreviken 1960–2020 |
| ----------------------------------------------------------------- | ----------------------------------------------- | ----------------------------------------------- | ----------------------------------------------- | ----------------------------------------------- |
|                                                                   |                                                 |                                                 |                                                 |                                                 |
| År                                                                |                                                 |                                                 | Folkmängd                                       | Areal (ha)                                      |
| 1960                                                              | 1960                                            |                                                 | 150                                             | ¤                                               |
| 1965                                                              | 1965                                            |                                                 | 214                                             |                                                 |
| 1970                                                              | 1970                                            |                                                 | 259                                             |                                                 |
| 1975                                                              | 1975                                            |                                                 | 245                                             |                                                 |
| 1980                                                              | 1980                                            |                                                 | 240                                             |                                                 |
| 1990                                                              | 1990                                            |                                                 | 206                                             | 30                                              |
| 1995                                                              | 1995                                            |                                                 | 211                                             | 30                                              |
| 2000                                                              | 2000                                            |                                                 | 229                                             | 30                                              |
| 2005                                                              | 2005                                            |                                                 | 231                                             | 30                                              |
| 2010                                                              | 2010                                            |                                                 | 216                                             | 30                                              |
| 2015                                                              | 2015                                            |                                                 | 222                                             | 30                                              |
| 2020                                                              | 2020                                            |                                                 | 205                                             | 21                                              |
| Anm.: Ny tätort 1965 ¤ Som tätortsbebyggelse med 150-199 invånare |                                                 |                                                 |                                                 |                                                 |

## Personer med anknytning till orten
Lennart Svedberg (mer känd som "Lill-Strimma"), legendarisk ishockeyspelare från Östrand, Timrå, omkom här i en bilolycka den 30 juli 1972.